# 中土佐町立久礼小学校
中土佐町立久礼小学校（なかとさちょうりつ くれしょうがっこう）は、高知県高岡郡中土佐町久礼にある公立小学校。
久礼市街北西の丘（城山）の上に立地し、国道56号をはさんで中土佐町立久礼中学校と向かい合っている。

## 沿革
- 1873年（明治6年） - 旧役場付近に開校。
- 1887年（明治20年） - 高岡郡久礼尋常小学校と改称。
- 1897年（明治30年） - 現在地（城山山頂）に新校舎を建造し、移転。
- 1941年（昭和16年） - 久礼国民学校と改称。
- 1947年（昭和22年） - 久礼町立久礼小学校と改称。
- 1957年（昭和32年） - 高岡郡久礼町が同郡上ノ加江町と合併、中土佐町が発足したことにより、中土佐町立久礼小学校と改称。
- 1980年（昭和55年） - 校舎の全面改築が完工。
- 2000年（平成8年） - 久礼小学校城山移転100周年記念式典を挙行。

## 周辺
- 中土佐町役場
- 中土佐町立久礼中学校
- 久礼郵便局
- 中土佐町立美術館
- 久礼川
  - 長沢川
- 久礼港
- 高知県道320号久礼須崎線

## アクセス
- JR土讃線 土佐久礼駅から北へ200m